# Deborah Drattell
Deborah Drattell (Nueva York, 1956) es una compositora estadounidense.
Nacida en Brooklyn, en donde comenzó su carrera musical como violinista. Sus composiciones han sido presentadas por la Filarmónica de Nueva York, Orchestra of St. Luke's, Tanglewood y Caramoor International Music Festival, y muchas otras agrupaciones y lugares. Renombrada por sus óperas, reescribió el rol del villano de Nicholas and Alexandra, Rasputin, de barítono a tenor cuando Plácido Domingo expresó su interés en interpretarlo.

## Obras

### Óperas
- Festival of Regrets (1999)
- Marina Tsvetaeva (2000)
- Lilith (2001)
- Nicholas and Alexandra (2003, Los Angeles Opera), con Plácido Domingo como Rasputin, Nancy Gustafson como Alexandra, y Rod Gilfry como Nicholas.
- Best Friends (2005)
- Please daddy, don't touch me there! (2008)

## Orquestales
- Clarinet Concerto: Fire Dances (1986)
- The Fire Within (1989)
- Sorrow is not Melancholy (1993)

- Datos: Q436343